# Teodoras Medaiskis
Teodoras Medaiskis (* 2. Januar 1951 in Vilnius, Litauische SSR) ist ein litauischer Ökonom und Politiker.

## Leben
Nach dem Abitur 1968 an der Antanas-Vienuolis-Mittelschule absolvierte er 1973 das Studium der Mathematik an der Universität Vilnius (VU) und am 18. Dezember 1978 promovierte am Forschungsinstitut an der Akademie der Wissenschaften der UdSSR in Moskau zum Thema „Tolygaus subalansuoto augimo modelio sudarymas ir panaudojimas respublikos ekonominės plėtros tyrimui (Lietuvos pavyzdžiu)“. Seit 1978 lehrt er an der Fakultät für Wirtschaft der VU. Von 1993 bis 1994 und von 2001 bis 2008 war er Berater im Sozialministerium Litauens, von 1995 bis 2000 Direktor von VšĮ „Socialinės politikos grupė“, von 1992 bis 1993 Sozialminister Litauens.